# Kostel svatého Jiří (Hřídelec)
Kamenný kostel sv. Jiří v Hřídelci na Jičínsku stojí na místě původního dřevěného kostela. Základní kámen kostela byl položen 21. května 1839. Stavba trvala asi 2 a půl roku. Veškerý stavební materiál – kámen i dřevo – pochází z blízkého okolí kostela. Dne 26. prosince 1841 byl kostel P. Josefem Stránským, děkanem a farářem ve Veliši slavnostně vysvěcen. Je chráněn jako kulturní památka České republiky.
V současné době je kostel zasvěcený svatému Jiří nově opraven a tvoří výraznou dominantu krajiny.

## Poloha

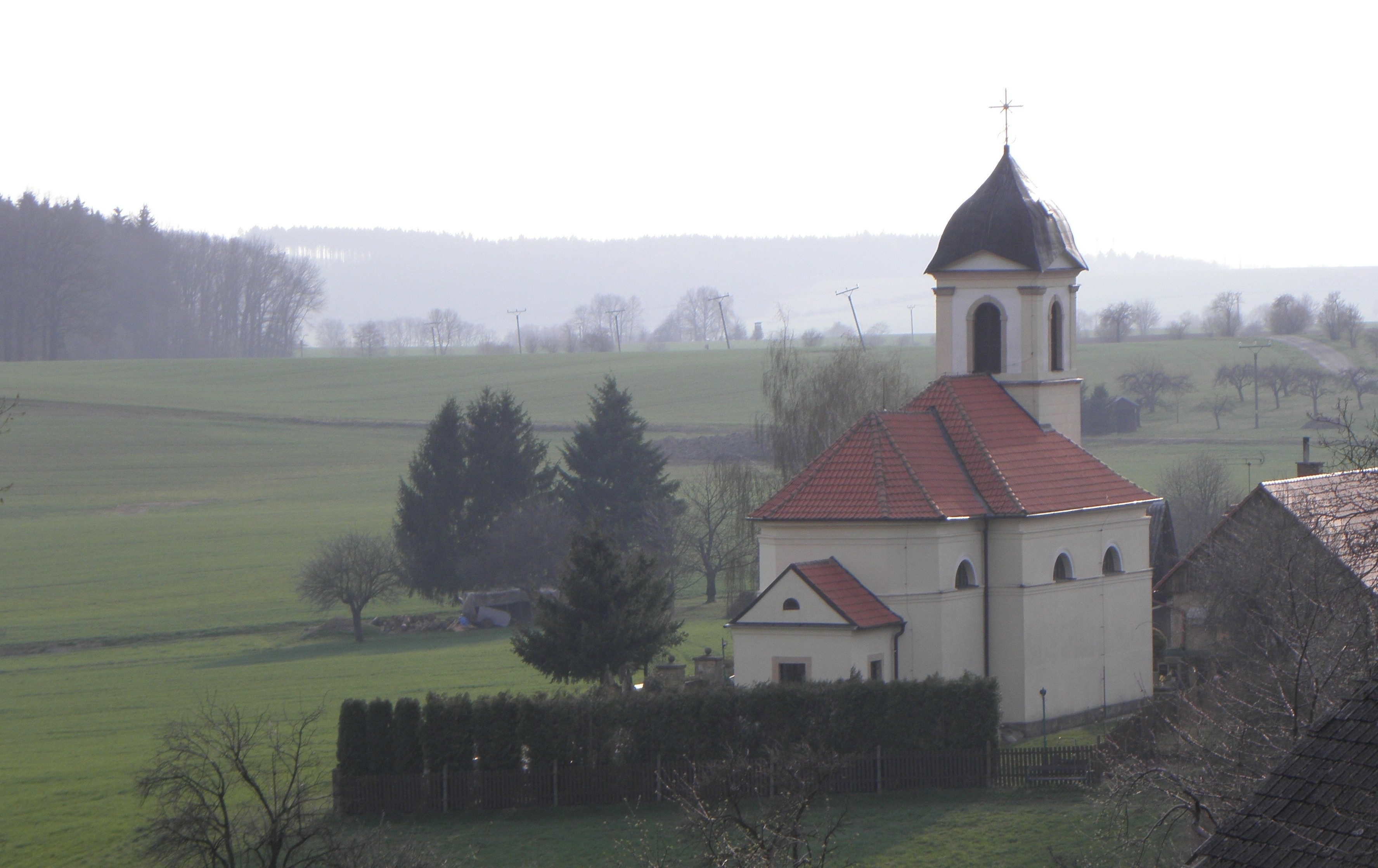
Kostel svatého Jiří

Kostel sv. Jiří v obci Hřídelec se na nachází asi 4 km severozápadně od města Lázně Bělohrad.